# Tazmalt
Tazmalt (en kabyle : Tazmalt, en tamazight : ⵝⴰⵣⵎⴰⵍⵜ, en arabe : ثازمالت) est une commune algérienne située dans la wilaya de Béjaïa, en Kabylie. Elle est le chef-lieu de la daïra éponyme.
Elle est située à 80 kilomètres au sud-ouest de Béjaïa.

## Géographie

### Situation
La commune de Tazmalt fait partie géographiquement de la vallée du Sahel, une vallée qui abrite toutes les plaines du massif du Djurdjura. La commune est située à 170 km au sud-est d'Alger (145 km par l'autoroute est-ouest), soit la ville de la wilaya de Béjaïa la plus proche de la capitale et de Bouira (seulement 45 km), et 80 km au sud de Tizi Ouzou et à quelque 80 kilomètres au sud-ouest de chef-lieu de la wilaya de Béjaïa.
| Aghbalou (Bouira)    | Beni Mellikeche | Ighram            |
| Chorfa (Bouira)      | Tazmalt         | Akbou, Aït-R'zine |
| Ath Mansour (Bouira) | Boudjellil      | Aït-R'zine        |

### Relief, géologie, hydrographie
La commune de Tazmalt est située dans la vallée du « Sahel-Djurdjura », autrement dit la vallée qui englobe toutes les plaines du Djurdjura.

### Transports
- RN 26
- CW 7 Bouira, Tizi ouzou (Ath Hamdoune, Ivahlal, Beni Mellikeche)
- RN 106 BBA (Ighil Ali, Boudjellil, Aït R'zine depuis Allaghane)

Tazmalt est reliée au réseau de la SNTF (ligne pénétrante Beni Mansour-Béjaïa).

### Lieux-dits, quartiers et hameaux
Outre son chef-lieu Tazmalt-ville, la commune de Tazmalt est composée des localités suivantes :
- Aït Oukil (famille OUKIL)
- Aït Lhadj (Famille OULEBSIR)
- Aït Lyutna (famille OUYAHIA)
- Aït Mohand Ouali
- Aït Sidi Omar
- Allaghène
- Boubaloui
- Hiruch
- Tineswin Ivehlel
- Ichiqer
- Idhrikène
- Ikherban
- Laâzib
- Laâzib Sidi Ali
- Lbir Leqser
- Mzerzour

- Rruda
- Tabâalt
- Tablazt
- Tazribt
- Tiouririne
- Timedthit
- Tassergante
- Tigounatin

## Toponymie
Nom d'origine berbère, c'est à tort que Tazmalt est parfois expliquée par l'arabe zmala (devenu « smala » en français) et désignant au Maghreb un campement de tentes réunies autour de celle du chef.
Tazmalt serait selon une première hypothèse un microtoponyme lié à la topographie ou à une caractéristique particulière du lieu considéré et signifiant « celle qui contraint ».
Il s'expliquerait, selon une deuxième hypothèse, par le pluriel kabyle izumal, signifiant « grande quantité, foule » ; en touareg, ahammal ou azammal désignent « un petit troupeau de chameaux (et de chamelles) », et en tamazight du Maroc central, tazmmalt désigne « un groupe de guerriers réunis pour une expédition ».

## Démographie
Selon le dernier recensement général de la population d'avril 2008, la commune de Tazmalt compte 28 891 habitants. Son taux d'accroissement est de 1,1 %. La ville de Tazmalt proprement dite compte pour sa part 24 559 habitants.
Aujourd'hui, la commune avoisine les 42 000 âmes, dont 35 000 pour la seule agglomération.

## Administration et politique
La commune est dirigée par une assemblée populaire communale (APC) de dix-neuf membres et présidée par un président (maire).
| Période | Période | Identité             | Étiquette                                 | Qualité |
| ------- | ------- | -------------------- | ----------------------------------------- | ------- |
| 1967    | 1967    | Tayeb Berkane        |                                           |         |
| 1967    | 1971    | Mohand-Arezki Mouhou |                                           |         |
| 1971    | 1975    | Mohand-Arezki Mouhou |                                           |         |
| 1984    | 2002    | Smaïl Mira           |                                           |         |
| 2002    | 2005    | Achour Belkhichane   |                                           |         |
| 2005    | 2007    | Smaïl Mira           |                                           |         |
| 1975    | 1984    | Lakhdar Oukaci       |                                           |         |
| 2007    | 2012    | Bouzid Amara         | FFS                                       |         |
| 2012    | 2017    | Smaïl Mira           | « Correction de la trajectoire » (indép.) |         |
| 2017    | 2020    | Ghozali Redjdal      | « Asirem i Tezmalt » (indép.)             |         |
| 2020    | 2021    | Siham Berkane        | « Asirem i Tezmalt » (indép.)             |         |
| 2021    | 2026    | Fatah Redjdal        | « Asirem i Tezmalt » (indép.)             |         |

## Économie
L'économie de la commune repose essentiellement sur le secteur du commerce de détail et de gros, des transports et de l'hôtellerie.
Elle est aussi caractérisée par l'agriculture basée sur la polyculture, l'oléiculture et l'élevage. Le cheptel est composé de bovins, dont la plupart des têtes sont élevées pour la production laitière ou la viande. On y élève également des chèvres et des moutons.
La commune est réputée pour ses fromages (Camembert, Bleu, Brie...).

## Personnalités liées à la commune
- Abdelaziz Yessad, écrivain, né à Tazmalt en 1953[9]
- Malek Houd, poète d'expression kabyle, y est né en 1957 et y vit[10] ;
- Djamel Arezki, écrivain d'expression kabyle et française, y est né en 1966 et y vit. Il a publié Akal d wawal, recueil de nouvelles aux éditions Tira de Béjaia en 2009 et Contes et Légendes de Kabylie, Éditions Flies France, Paris 2010[11], Mohand Said Amlikech, (1812-1877) poète et résistant, éditions Tira, Béjaia, 2012 (cosigné avec Bellil Yahia).
- Rachid Oulebsir, romancier, y est né en 1953 et il y vit. Il a publié trois livres : Les Derniers Kabyles, roman, éditions Tira, Béjaia, 2009, Le Rêve des Momies, roman, L’Harmattan, Paris, 2011, L'Olivier kabyle, entre mythes et réalités, essai, L'Harmattan, 2008[12].
- Hamou Amirouche, ancien secrétaire d'Amirouche, y est né en 1937, et a vécu plus de la moitié de sa vie en Algérie. Il a publié un livre intitulé : Akfadou, un an avec le colonel Amirouche en 2009[13] puis un second en anglais "Memoirs of a Mudjahed" en 2014. Il a vécu ensuite aux États-Unis d'abord Cambridge puis San Diego de 1994 jusqu'à son décès en février 2018. Il venait de terminer l'écriture de son troisième livre. Il est inhumé au cimetière de Tazmalt où son corps a été rapatrié.
- Abderrahmane Mira, militant de la cause de l'indépendance de l'Algérie, né en 1922, tombé au combat en 1959. Commandant de la wilaya III (Kabylie), surnommé le tigre de la Soummam.
- Khaled TAZAGHART, homme politique et militant actif des droits de l'homme et du MCB dont il demeure encore un membre infatigable, né à Tazmalt en 1963 et y vit.
- Brahim TAZAGHART, homme de culture, écrivain, historien et grand militant de la cause Amazigh. Auteur de plusieurs ouvrages. Né à Tazmalt en 1966.
- BERKANE Atef et ABERBOUR Massinissa, créateurs de la troupe théâtrale connue en Kabylie et même en dehors des frontières Algériennes sous le nom de "LEWHAMA", célèbre par ses comédies et sketches.